# Рокета Белбо
Рокета Белбо (итал. Rocchetta Belbo) је насеље у Италији у округу Кунео, региону Пијемонт.
Према процени из 2011. у насељу је живело 115 становника. Насеље се налази на надморској висини од 277 м.

## Становништво
Према резултатима пописа становништва 2011. у општини је живело 181 становника.
| 1931. | 1936. | 1951. | 1961. | 1971. | 1981. | 1991. | 2001. | 2011. |
| ----- | ----- | ----- | ----- | ----- | ----- | ----- | ----- | ----- |
| 470   | 469   | 404   | 295   | 254   | 207   | 204   | 191   | 181   |